# Nicolaas Everaerts

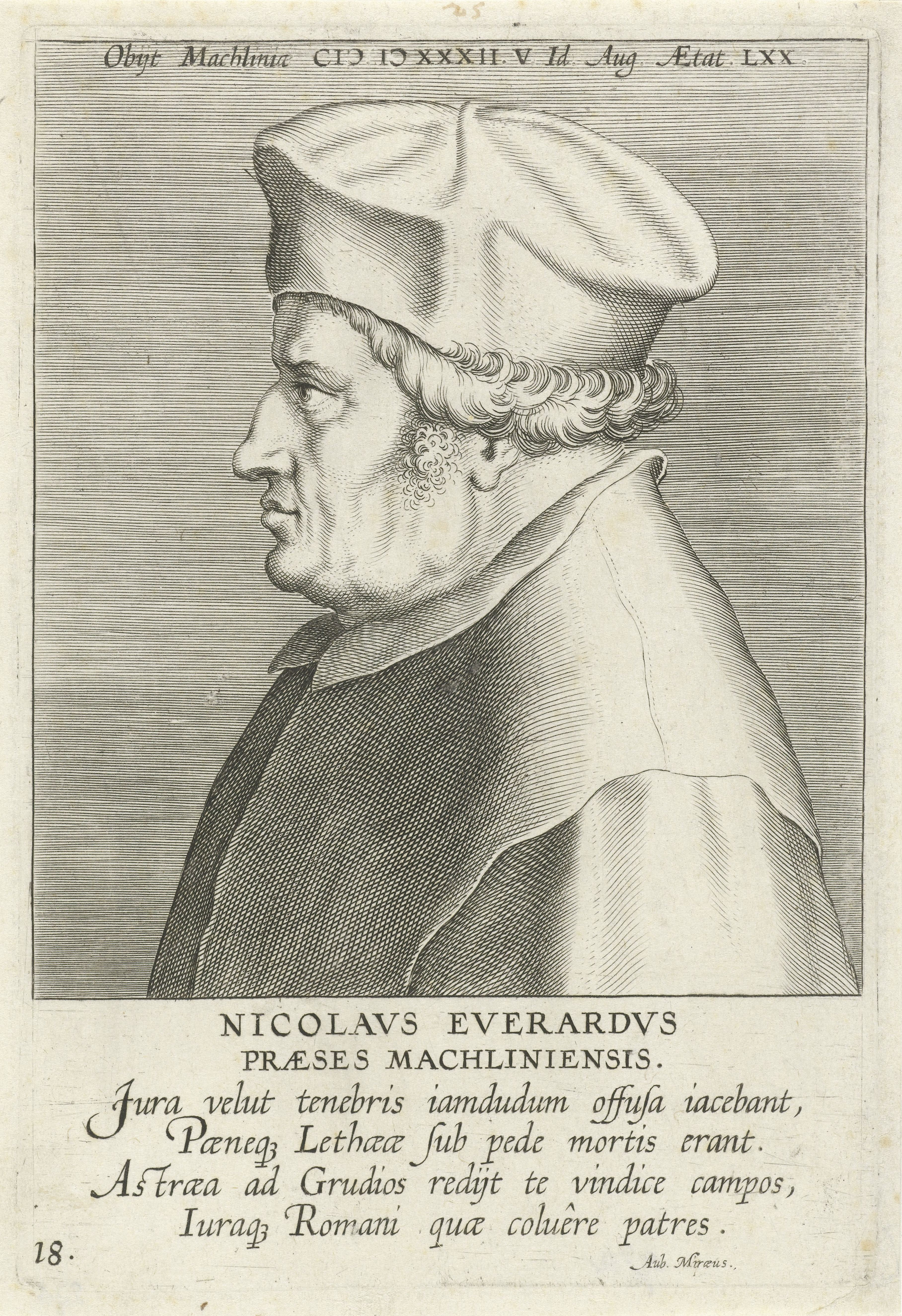

Nicolaas Everaerts (Grijpskerke, circa 1462 - Mechelen, 1532) was een jurist uit Zeeland die president werd van het Hof van Holland in Den Haag en van de Grote Raad van Mechelen. Zijn boek over juridische argumentatieleer, de zogeheten juridische topiek, bleef tot midden zeventiende het standaardwerk over dit onderwerp. Everaerts noemde zich meestal gelatiniseerd Nicolaus Everardi. Hij is verder bekend als de vader van de Neolatijnse dichter Janus Secundus.

## Levensloop
Everaerts werd geboren in Grijpskerke bij Middelburg. In 1479 ging hij in Leuven Romeins recht en canoniek recht studeren. Vanaf 1492 doceerde hij in Leuven en werd in 1504, rector van de Leuvense universiteit.
Hij bekleedde onder andere het ambt van officiaal, kerkelijk rechter voor de bisschop van Kamerijk. Deze bisschop, in die tijd Hendrik van Bergen, zetelde in Brussel, het toenmalige bestuurscentrum van de Nederlanden. In die functie maakte Everaerts kennis met Erasmus die eveneens in dienst van deze bisschop was.
In 1505 werd Everaerts raadsheer bij de Grote Raad van Mechelen, het hoogste juridische college van de Nederlanden. Zijn carrière verliep voorspoedig: in 1510 werd hij president van het Hof van Holland in Den Haag. De kroon op zijn loopbaan vormde de benoeming tot president van de Grote Raad van Mechelen.

## Publicaties
- Zijn boek Topicorum seu de locis legalibus liber [1] uit 1516, gedrukt door Dirk Martens te Leuven, biedt een synthese van de middeleeuwse argumentatieleer. Allereerst behandelt hij een aantal drogredenen. Vervolgens bespreekt hij argumentatiewijzen als de redeneringen a fortiori, a contrario, vanuit het tegenovergestelde, ab auctoritate, het autoriteitsargument, en vele vormen van analogieredeneringen. Hij breidt deze uit met praktische voorbeelden en veel verwijzingen naar eerdere auteurs. Ook wijst hij op de beperkingen van soortgelijke redeneringen. Daarmee bood hij voor het eerst een boek op dit gebied dat zowel voor studenten als voor juristen in de praktijk van de rechtspraak zeer nuttig was. Everaerts volgde bij de behandeling van argumentatievormen niet de indeling van het Romeins recht noch die van het canoniek recht, maar verwees wel naar believen naar deze rechtsgebieden.
- Naast dit boek schreef Everaerts honderden juridische adviezen. In 1554 lieten drie van zijn zonen een selectie hieruit in druk verschijnen onder de titel Responsa sive consilia. Deze adviezen werden tot in de zeventiende eeuw herdrukt. Hugo de Groot raadde zijn broer Willem aan om deze adviezen te raadplegen.